# آکیو سویاما
آکیو سویاما (انگلیسی: Akio Suyama؛ زادهٔ ۸ ژوئیهٔ ۱۹۶۸) صداپیشگی اهل ژاپن است. وی از سال ۱۹۹۰ میلادی تاکنون مشغول فعالیت بوده‌است.